# David Frankham
David Frankham (né le 16 février 1926  à Gillingham, dans le Kent au Royaume-Uni) est un acteur britannique.

## Biographie
Après avoir servi en Inde et en Malaisie durant la Seconde Guerre mondiale, David Frankham travaille comme journaliste pour la BBC de 1948 à 1955. En 1955, il émigre aux États-Unis, s'installe à Hollywood et entame une carrière d'acteur.
En novembre 2012, son autobiographie « Which One Was David ? » est publiée par BearManor Media.
À l'issue de sa carrière, il se retire au Nouveau-Mexique, et vit à Santa Fe.

## Filmographie partielle

### Au cinéma
- 1957 : Johnny Tremain de Robert Stevenson
- 1959 : Le Retour de la mouche (Return of the Fly) d'Edward Bernds
- 1960 : Les Dix Audacieux (Ten Who Dared) de William Beaudine
- 1961 : Les 101 Dalmatiens (One Hundred and One Dalmatians) : Sgt. Tibs (voix)
- 1961 : Le Maître du monde (Master of the World) de William Witney : Phillip
- 1962 : L'Empire de la terreur (Tales of Terror) de Roger Corman : rôle du docteur Elliot James.
- 1962 : L'Homme de Bornéo (The Spiral Road) de Robert Mulligan
- 1965 : Un caïd (King Rat) de Bryan Forbes
- 1979 : The Great Santini de Lewis John Carlino
- 1982 : Meurtres en direct (Wrong Is Right) de Richard Brooks

### À la télévision
- 1963 : Au-delà du réel (The Outer Limits) (série télévisée) • épisode Nightmare : Capt. Terrence Ralph Brookman
- 1964 : Au-delà du réel (The Outer Limits) (série télévisée) • épisode Don't Open Till Doomsday : Harvey Kry Jr.
- 1968 : Star Trek (série télévisée) • épisode  Veritas : Larry Marvick
- 1972 : Un shérif à New York (McCloud) (série télévisée) • épisode The Barefoot Stewardess Caper : L'officier de police britannique
- 1974 : Cannon (série télévisée) • épisode Triangle of Terror : Matthews
- 1975 : L'Homme qui valait trois milliards (The Six Million Dollar Man) (série télévisée) • épisode Outrage in Balinderry : Captain Abbott
- 1987 : Amour, Gloire et Beauté  (The Bold and the Beautiful) (série télévisée) • épisodes 18, 19 & 20  : Reverend Daniels